# Necros
Necros is een personage, dat te zien is in de Bondfilm The Living Daylights en gespeeld wordt door Andreas Wisniewski.
Necros is een agent in dienst van de KGB. Z'n eerste wapenfeit in de film is dat hij, vermomd als melkboer, het landgoed kan binnendringen waar Georgi Koskov, een Russische generaal die lijkt overgelopen te zijn naar de Britse Geheime Dienst, verblijft. James Bond heeft hem naar het Westen kunnen smokkelen, en hij zit onder toezicht van de Geheime Dienst in Engeland zelf. Helemaal in z'n eentje slaagt hij erin om Koskov te ontvoeren en de Britten zo voor schut te zetten.
Éénmaal in Tanger, Marokko blijkt Necros echter de handlanger te zijn van Koskov, die dubbelspel met de Russen pleegt om zichzelf te verrijken, via drugs en diamanten. Necros ziet ook hoe Bond de superieur van Koskov, KGB-generaal Leonid Pushkin, ombrengt, waar echter blijkt dat dit opgezet spel is om Koskov in de val te lokken. Hij brieft dit vervolgens door aan Koskov, die nu meent dat hij vrij spel heeft om z'n deal te laten doorgaan.
In Afghanistan is hij ook aanwezig, om Koskov bij te staan bij het afhandelen van z'n drugsdeal. Wanneer Bond en Kara Milovy met het vliegtuig, dat de drugs bevat, ontsnappen, weet Necros nog net in het vliegtuig te komen. Hij probeert vervolgens om Bond uit te schakelen, maar door het geopende laadruim worden ze naar achteren gegooid en bungelen ze beiden aan de balen drugs, die met touwen nog aan het vliegtuig hangen, naar buiten. In het daaropvolgende gevecht slaagt Bond erin hem uit te schakelen door een paar van de touwen door te snijden, waardoor Necros naar beneden valt en te pletter stort.